# Club Deportivo Fuentes
El Club Deportivo Fuentes es un club de fútbol español de la localidad zaragozana de Fuentes de Ebro, en Aragón. Fue fundado en 1963, y actualmente compite en la Tercera Federación (Grupo XVII).

## Historia
El Club Deportivo Fuentes se fundó originalmente en el año 1963. Tras una liquidación del club en 1986 y consiguiente refundación en el año 1987 ha competido principalmente en las categorías regionales aragonesas, si bien ha participado durante nueve ocasiones en la Tercera División de España, haciendo su debut en la categoría en la temporada 1998-99.
El 12 de noviembre de 2022 entró en la historia de la competición al disputar la primera ronda de la Copa del Rey contra el Club Atlético Osasuna en Fuentes de Ebro a partido único, que finalmente perdió el equipo zaragozano por 1 a 4, pero en el que se vivió una gran noche de fútbol para la localidad.

## Estadio
El Fuentes juega en el estadio de San Miguel de la localidad, con un terreno de juego cuya superficie es de césped artificial y que tiene una capacidad para acoger alrededor de mil espectadores.

## Uniforme
- Uniforme titular: Camiseta blanca, pantalón azul y medias blancas.
- Uniforme alternativo: Camiseta, pantalón y medias azules.

## Datos del club
- Temporadas en Tercera División / Tercera Federación: 9.
- Mejor puesto en Tercera División / Tercera Federación: 9.º (temporadas 1999-2000, 2001-02 y 2002-03).
- Mejor puesto en Tercera División / Tercera Federación: 19.º (temporadas 2003-04 y 2005-06).
- Participaciones en la Copa del Rey: 1.
- Mejor puesto en Copa del Rey: 1.ª ronda (en la 2022-23).

## Palmarés

### Campeonatos regionales
- Regional Preferente de Aragón (1): 2004-05 (Grupo 2).
- Primera Regional de Aragón (2): 1989-90 (Grupo 1), 1994-95 (Grupo 1).
- Segunda Regional de Aragón (2): 1975-76 (Grupo 2), 1988-89 (Grupo 3).
- Tercera Regional de Aragón (1): 1987-88 (Grupo 2).
- Subcampeón de la Regional Preferente de Aragón (3): 1997-98 (Grupo 2), 2021-22 (Grupo 2), 2022-23 (Grupo 3).
- Subcampeón de la Segunda Regional de Aragón (1): 1971-72 (Grupo 2).